# Canale Quintino Sella
Il canale, o più propriamente diramatore, Quintino Sella è il principale braccio del canale Cavour; esso irriga un vasto comprensorio nelle provincie di Novara e Pavia (Lomellina). Il termine diramatore indica appunto che esso si dirama da un altro canale artificiale.

## Storia

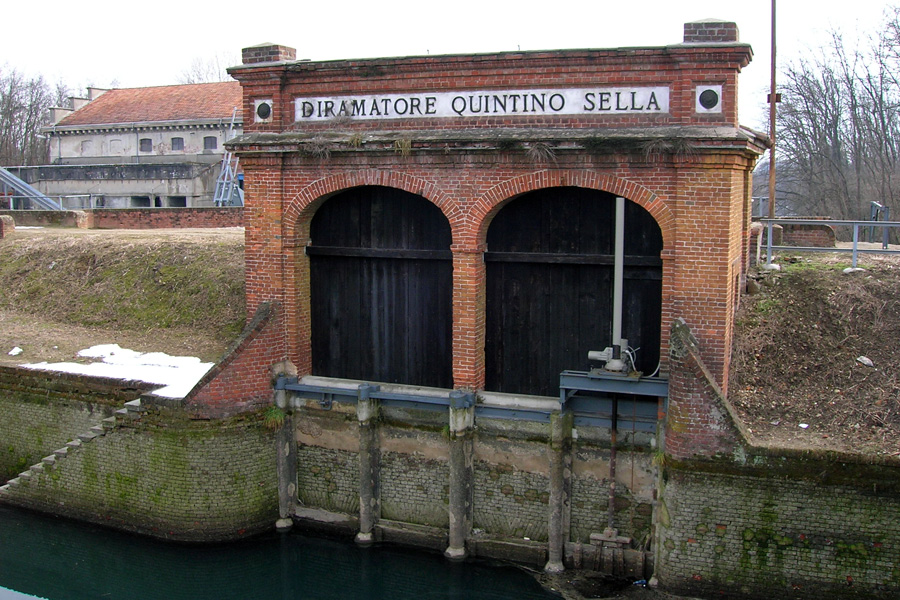
L'antica presa del diramatore

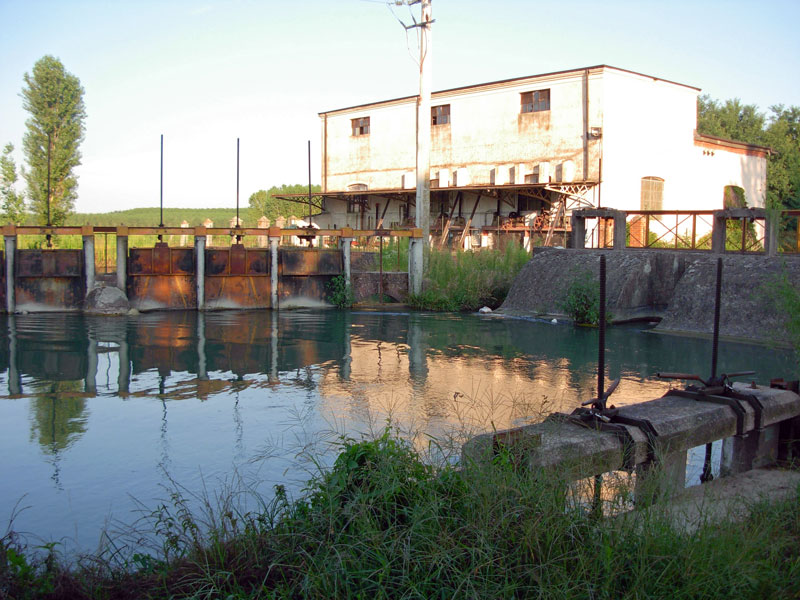
Una delle centrali idroelettriche lungo il percorso

Il diramatore fu costruito tra il 1870 e il 1874, pochi anni dopo il completamento del canale Cavour.
Carlo Negroni riferì che nel 1872 la richiesta d'acqua del diramatore da parte di proprietari ed agricoltori fu altissima, grazie alla tariffa inferiore del 20% rispetto al canale Cavour. Tale ribasso era stato suggerito al Governo dal Consiglio Provinciale di Novara, poiché la tariffa originale frenava la vendita dell'acqua, danneggiando sia lo Stato che i potenziali utilizzatori. Nella medesima sede, Negroni evidenziò la situazione paradossale che si era in questo modo venuta a creare: l'acqua del canale Cavour, più economica per lo Stato rispetto al diramatore per i 30 km in meno di canali necessari a distribuirla, agli utenti finali costava di più.

## Descrizione

### Percorso
Si origina dalle acque del canale Cavour in località Veveri, frazione a nord del comune di Novara, accanto ad una centrale elettrica alimentata dalle stesse acque.
Dopo aver attraversato la città di Novara continua a scorrere verso sud bagnando i territori di Olengo, Garbagna Novarese, Terdobbiate e Tornaco, in provincia di Novara, dopodiché entra in provincia di Pavia attraversando i comuni di Gravellona Lomellina e Cilavegna.

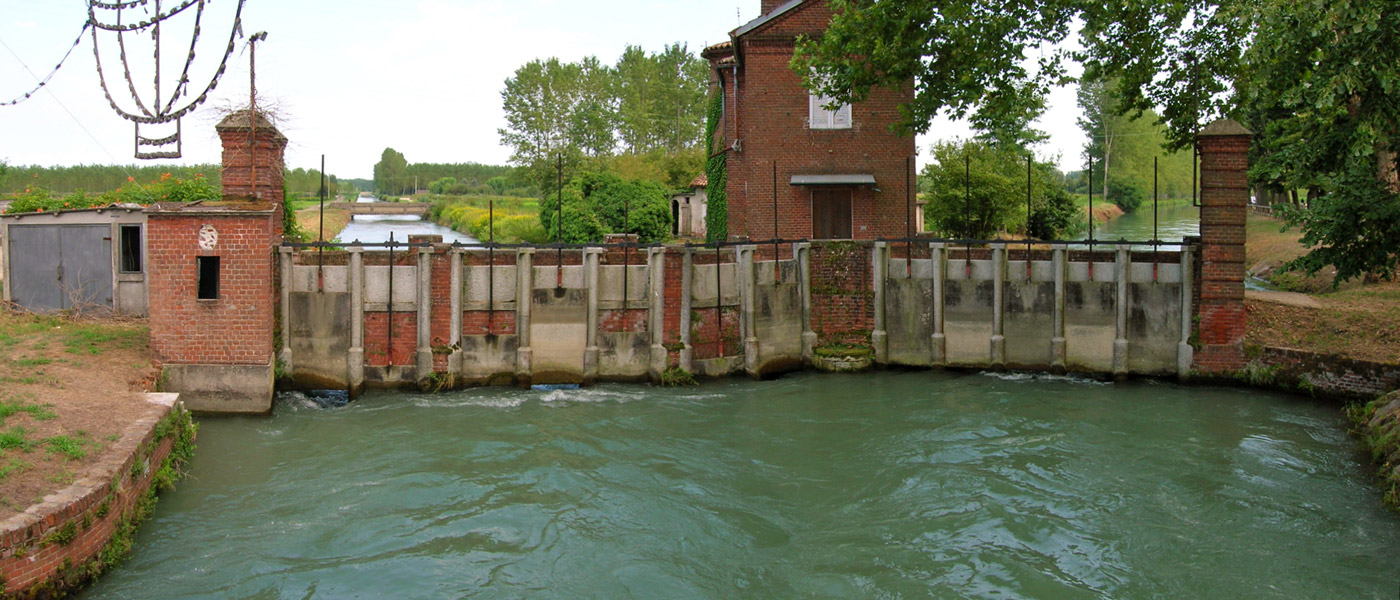
Il punto di biforcazione nei due sub-diramatori: il Pavia a sinistra e il Mortara a destra

Giunto presso Cilavegna il canale si divide in due bracci:
- il sub-diramatore Pavia scorre verso Pavia dove, presso Vigevano, si divide in ulteriori bracci secondari;
- il sub-diramatore Mortara scorre verso l'omonima città, terminando il proprio corso nel torrente Agogna.

### Portata e profondità
È largo oltre 10 metri, profondo più di 3 e raggiunge una portata massima 38 m³/s nei mesi primaverili ed estivi, quando è richiesta una grande quantità di acqua per l'irrigazione delle risaie.
Dal 2011, il diramatore non va mai in secca poiché deve, durante il suo percorso, alimentare numerose centrali idroelettriche recentemente restaurate e potenziate; prima dell'adeguamento delle centrali, il canale si presentava asciutto a tratti nel periodo jemale (cioè quello di secca, generalmente tra settembre/ottobre e marzo).

## Utilizzi
Oltre che per scopi irrigui, le sue acque sono utilizzate per la produzione di energia idroelettrica mediante diverse centraline situate lungo il suo percorso, alcune delle quali risalgono a diversi decenni fa.

## Fauna ittica
Il canale è molto pescoso, è una riserva FIPSAS. Sono presenti in quantità ciprinidi, salmonidi, oltre a varie specie di pesci.